# 日本松球魚
日本松球魚，又稱松毬魚、松球魚、波蘿魚，台灣俗名：鳳梨魚、刺毬，是輻鰭魚綱金眼鯛目松毬魚科的其中一種。成魚體長約 13~17 公分，特徵是鱗片特化為盾甲狀，並於體側形成略呈六角形的斑紋，是金眼鯛目中最漂亮的一種觀賞魚類。生活於10～200公尺的熱帶海域，白天棲息在礁石凹陷處或洞穴中，夜晚出洞穴覓食。

## 分布
本種於分布於印度西太平洋海域，包括紅海、南非、南日本、台灣、澳洲、紐西蘭等海域。
该物种的模式产地在日本长崎。
在台灣分布包括南部及蘭嶼、綠島海域。

## 棲息地（活動水層）
分布於水深 10~200公尺以內，且海底底質為岩石礁塊的海域。通常單獨或成對活動，但有時也會集結成50~100條的大群共同生活，夜行性，白天躲在珊瑚礁中休息，黃昏時分覓食活動。
棲息深度隨年齡而異，幼魚只在3~6米深的淺海區域活動，而成魚可以深入海下18~213米的高壓環境中。

## 特徵

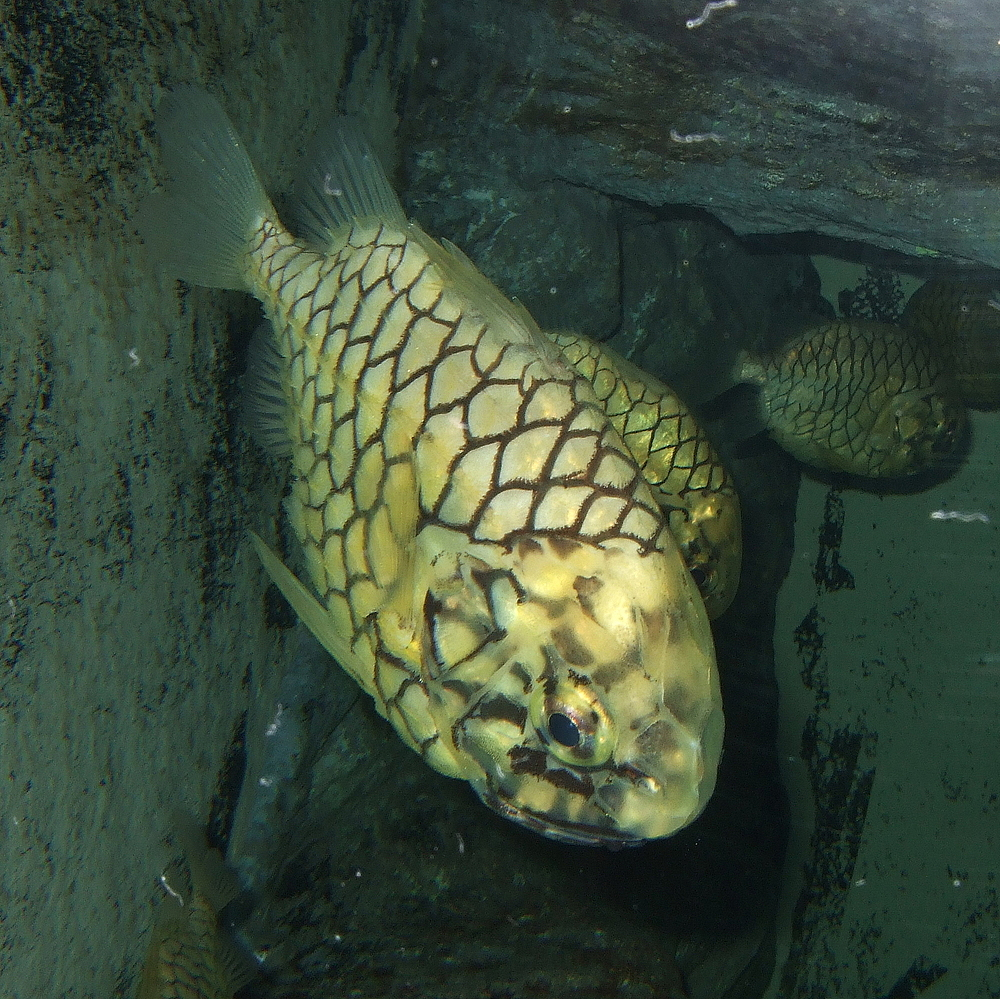
日本松球魚

本魚體短而高，呈橢圓形，體側稍扁、眼大，吻突出，口大，全身布滿金黃色或淡黃色的大塊鱗片，各鱗片有黑緣、頭及兩頷據黑色條紋，形似松毬或是鳳梨。成魚體長可達17公分。
上下頷及腭骨具絨毛狀齒，背鰭硬棘5~6枚，各硬棘分離，無鰭膜連接。臀鰭硬棘1~2枚、軟條10~11枚。
尾鰭深分叉，胸鰭甚大，腹鰭具一粗大棘，末端可達肛門外，具有活動關節，可收起平臥於腹緣，棘後另具3~4枚退化軟條。
鱗片特化為盾甲狀，不能自由活動，並於體側形成略呈六角形的斑紋。身體具有尖凸稜，相連成數條稜脊突。
下頜有發光菌共生，在黑暗中能發出弱光。

## 生態
此魚屬於肉食性魚類，以大型浮游生物為食，吃小魚、蝦、和一些軟體動物。
成魚主要棲息於水深50公尺以下的深海，幼魚棲息於20公尺深的珊瑚礁區。
因其具有發光器且鱗片上有發光細菌寄生，所以夜間會散發出金黃色的暗色光芒，十分怪異，在國外很受到觀賞魚迷的歡迎。

## 經濟利用
本魚因其可在夜間發出黃色光芒，故多作為觀賞魚，另外在日本，當地漁夫用炭火將其烤熟，剝其魚鱗後食用。